# Cantone di Couiza
Il Cantone di Couiza era una divisione amministrativa dell'arrondissement di Limoux.
A seguito della riforma approvata con decreto del 21 febbraio 2014, che ha avuto attuazione dopo le elezioni dipartimentali del 2015, è stato soppresso.

## Composizione
Comprendeva i comuni di:
- Antugnac
- Arques
- Bugarach
- Camps-sur-l'Agly
- Cassaignes
- Conilhac-de-la-Montagne
- Couiza
- Coustaussa
- Cubières-sur-Cinoble
- Fourtou
- Luc-sur-Aude
- Missègre
- Montazels
- Peyrolles
- Rennes-le-Château
- Rennes-les-Bains
- Roquetaillade
- La Serpent
- Serres
- Sougraigne
- Terroles
- Valmigère